# Mallota ochracea
Mallota ochracea är en tvåvingeart som först beskrevs av Hull 1941. Mallota ochracea ingår i släktet hålblomflugor, och familjen blomflugor.
Artens utbredningsområde är Panama. Inga underarter finns listade i Catalogue of Life.